# Phoenix Mecano
Die Phoenix Mecano AG mit Sitz in Stein am Rhein ist ein international tätiges Schweizer Technologieunternehmen in den Bereichen der Gehäusetechnik und industriellen Komponenten. Das Unternehmen stellt technische Gehäuse, Elektronikbauteile, Verstellmotoren und Systemintegrationen her. Phoenix Mecano beschäftigt rund 7'000 Mitarbeiter und erwirtschaftete 2024 einen Umsatz von 779,5 Millionen Euro. Das Unternehmen ist an der Schweizer Börse SIX Swiss Exchange kotiert.

## Geschichte

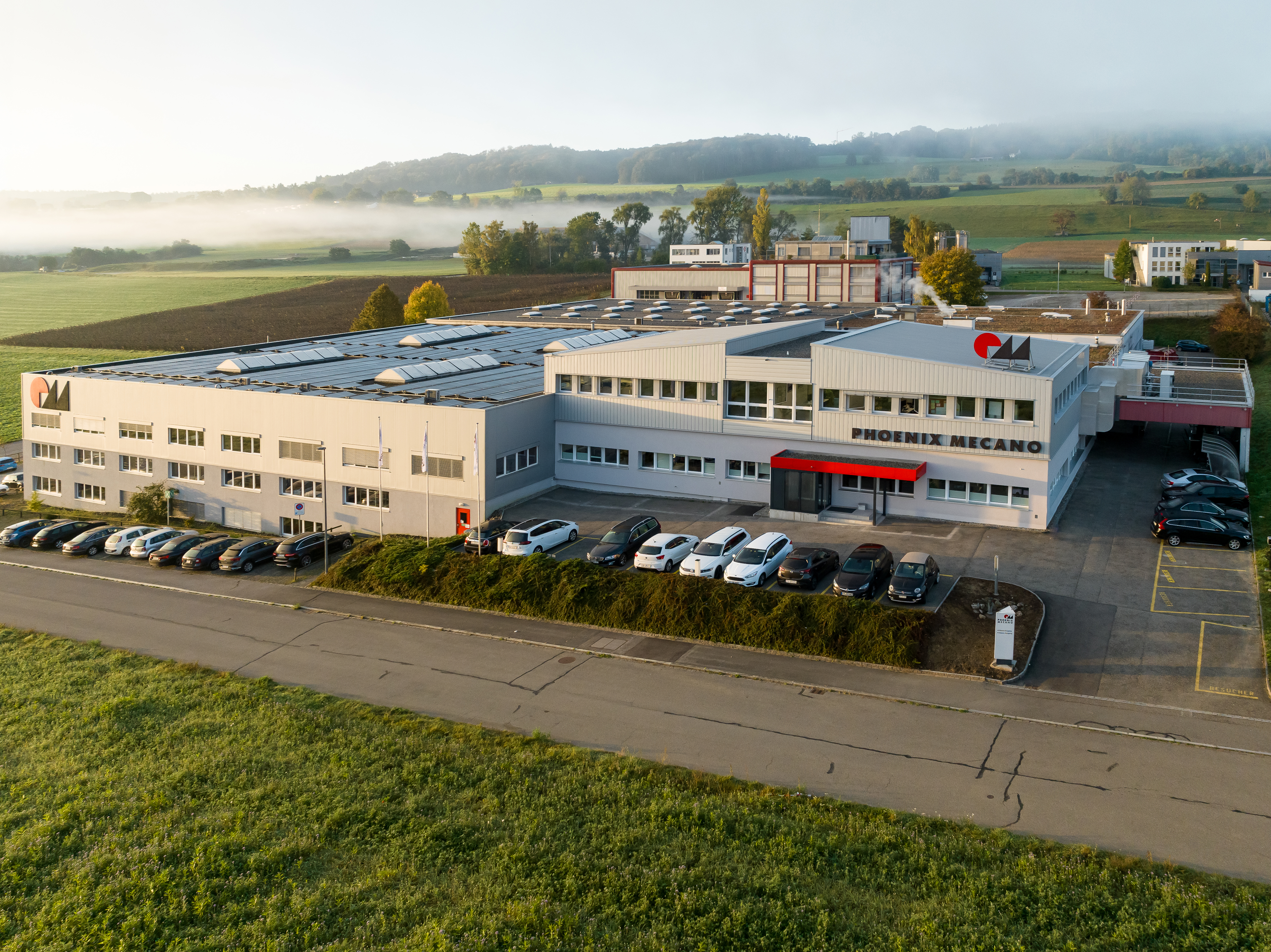
Hauptsitz von Phoenix Mecano

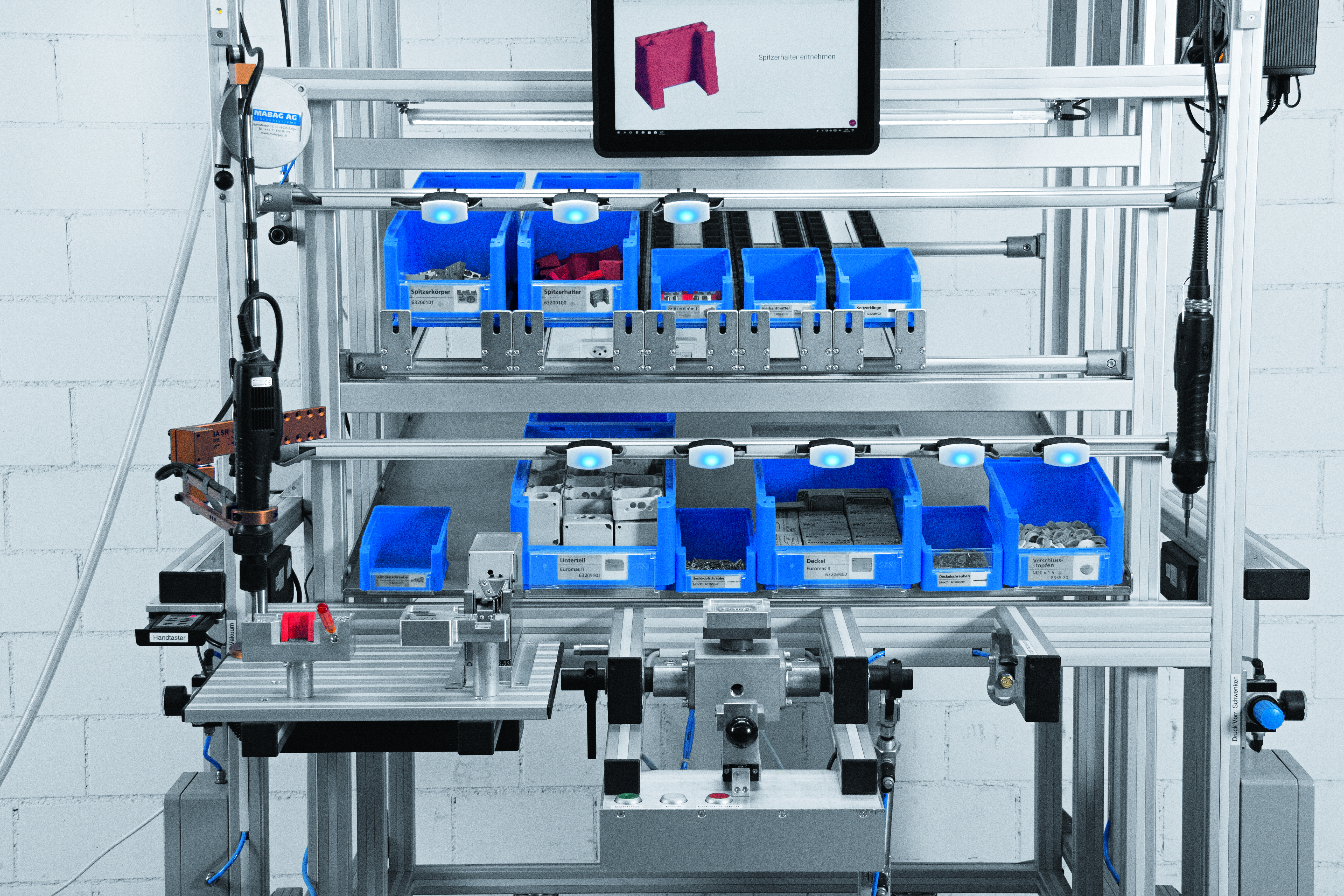
Pick-to-light-Arbeitsplatz

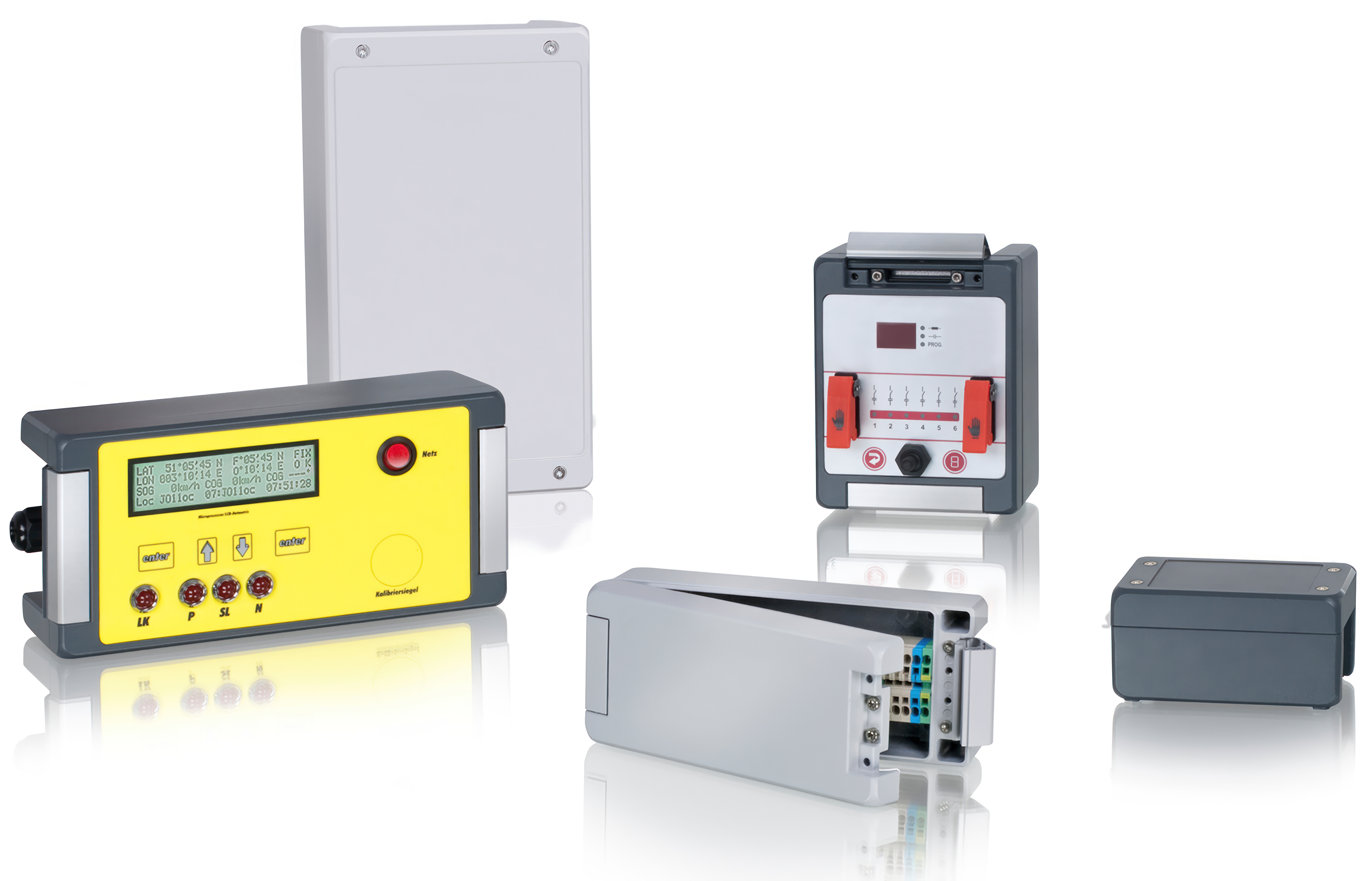
Aluminiumgehäuse

### Gründung und Börsengang
Das Unternehmen wurde 1975 unter dem Namen Phoenix Maschinentechnik AG gegründet. Das erste Tätigkeitsgebiet umfasste die Herstellung und den Vertrieb technischer Gase für die Schweissindustrie. Über das Gas kam das Unternehmen zum Schweissbrenner und befasste sich fortan damit. 1976 stieg das Unternehmen in den Bereich für Gehäuse für elektronische Geräte ein. Im selben Jahr übernahm Phoenix seinen schärfsten Wettbewerber.
Durch die Übernahme des Unternehmens Hartmann, das elektrotechnische Bauteile herstellt, stärkte das Unternehmen seine Position als Anbieter von Komponenten für die Industrieelektronik. 1986 wurde der Firmenname in Phoenix Mecano AG abgeändert.
1988 folgte der Börsengang. Zu dieser Zeit war Phoenix Mecano vorwiegend in der Herstellung von Gehäusetechnik, mechanischen und elektromechanischen Komponenten tätig.

### Ausweitung der Geschäftsaktivitäten
In den Jahren nach dem Börsengang beschäftigte sich das Unternehmen verstärkt mit Nebenprodukten, die von Entwicklern, Ingenieuren und Maschinenbauern nicht als strategisch betrachtet wurden. Dadurch übernahm Phoenix Mecano die Rolle eines Outsourcing-Partners. In den 1990er Jahren lagerte die Industrie zunehmend komplexere Komponenten und Subsysteme aus, was Phoenix Mecano als Zulieferer die Möglichkeit bot, einen grösseren Anteil an der Wertschöpfung zu übernehmen. Weiter begann das Unternehmen, Märkte ausserhalb des Maschinenbaus und der Industrieelektronik zu bedienen. Das Geschäft wurde um die Märkte Lifestyle-Möbel, Medizintechnik, Öl & Gas sowie Solartechnik erweitert. 1996 stieg Phoenix Mecano zudem in den Markt in China ein und 1998 wurde eine Produktionsstätte in Tunesien erworben.
In den 2000er Jahren folgten Übernahmen in Italien und Frankreich. Durch diese wurde der Geschäftsbereich der Gehäusetechnik ausgeweitet. 2014 wurde das Unternehmen Redur übernommen und die Geschäftstätigkeit um den Bereich Messwandler und Transformatoren erweitert.

### Neuere Entwicklungen
Zum 1. Januar 2021 wurde unter dem Namen DewertOkin Technology Group ein eigener Geschäftsbereich gebildet, im Hinblick auf einen möglichen Teilbörsengang in China. Damit änderte Phoenix Mecano 2021 die Spartenstruktur in die drei Sparten Enclosure Systems, Industrial Components und DewertOkin Technology Group. 2022 wurden die Geschäftsaktivitäten gestrafft und sämtliche Anteile an der Phoenix Mecano Digital Elektronik GmbH sowie der Phoenix Mecano Digital Tunisie an die Schweizer Cicor verkauft.
2023 setzte Phoenix Mecano die Weiterentwicklung der Sparte Industrial Components fort und veräusserte die Geschäftseinheit Rugged Computing an die Kontron-Gruppe.
Ebenfalls 2023 eröffnete Phoenix Mecano in China nach einer Bauzeit von fünf Jahren einen neuen Industriepark auf einer Fläche von 15 ha. Dieser wurde gleichzeitig der neue Hauptsitz der Sparte DewertOkin Technology Group und ersetzte fünf davor bestehende Fertigungsstätten. Für den Industriepark investierte Phoenix Mecano knapp 100 Millionen Schweizer Franken.

## Unternehmensstruktur
Die Phoenix Mecano AG mit Sitz in Stein am Rhein ist Teil der Phoenix-Mecano Gruppe. Die Unternehmensgruppe erzielte im Geschäftsjahr 2024 einen Umsatz von 779,5 Millionen Euro. Präsident des Verwaltungsrates ist Benedikt Goldkamp, die Geschäftsleitung haben Rochus Kobler, René Schäffeler, Ines Kljucar und Lothar Schunk inne.
Seit 1988 ist Phoenix Mecano an der Schweizer Börse notiert. Die Gründerfamilie Goldkamp hält eine Beteiligung von 34,6 %.

### Standorte und Tochtergesellschaften
Die Gruppe ist international aktiv. Ihre wichtigsten Produktionsstätten und Entwicklungszentren liegen in Deutschland, Ungarn, Tunesien, Indien und China. Phoenix Mecano ist in der Schweiz an zwei Standorten präsent. In Stein am Rhein befindet sich der Hauptsitz der Holding sowie die Phoenix Mecano Solutions AG, welche die Produkte der verschiedenen Tochtergesellschaften in der Schweiz vertreibt. In Kloten hat die Phoenix Mecano Management AG ihren Sitz, von wo aus die Gruppe verwaltet wird.
Weiterhin gehören zur Phoenix-Mecano Gruppe unter anderem die deutschen Tochtergesellschaften Rose Systemtechnik, Bopla Gehäuse Systeme, RK Rose + Krieger, Redur und PTR Hartmann.

### Tätigkeitsgebiete
Die Phoenix Mecano-Gruppe ist in drei Sparten unterteilt: Enclosure Systems, Industrial Components und DewertOkin Technology Group. Zu der Sparte Enclosure Systems gehören Industrie- und Elektronikgehäuse aus Aluminium, Edelstahl und Kunststoffen. Die Sparte Industrial Components beinhaltet Komponenten und Systeme zur modularen Automatisierung und industriellen Digitalisierung samt Softwareentwicklung zur Digitalisierung von Produktionsprozessen. Die DewertOkin Technology Group mit Hauptsitz in Jiaxing, Zhejiang, China, ist tätig in der Herstellung von Antriebs-, System- und Beschlagtechnik für elektrisch verstellbare Komfort- und Pflegemöbel. Das Unternehmen betreibt Produktionsstandorte in Europa, Nordamerika und Asien.

## Produkte
Die Gehäuse-Produkte finden in diversen Industriezweigen Anwendung, während die explosionsgeschützten Gehäuse in Bereichen eingesetzt werden, in denen explosionsgefährdete Atmosphären auftreten. Weiterhin zählen zu diesem Bereich Produkte wie ergonomische Arbeitsplatzsysteme, Panel-PCs, Industrie-PCs und Industriemonitoren, Folientastaturen, Kurzhubtaster und Touchscreens. Zu den Produkten der Sparte Industrial Components gehören Lineareinheiten, Rohrverbinder, Ringkerntransformatoren, Codierschalter, induktive Bauelemente und Steckverbinder sowie Strommesssysteme, Transformatoren und Messwandler. Die Antriebs-, System- und Beschlagtechnik der Gruppe findet Anwendung in intelligenten Möbeln im Wohn- und Pflegebereich wie Relaxsofas, Ruhesessel, Kinositze, Massagesessel und höhenverstellbare Schreibtische sowie in Kranken- und Pflegebetten.

## Nachhaltigkeit
Seit 2022 veröffentlicht Phoenix Mecano jährlich einen Nachhaltigkeitsbericht, welcher die Massnahmen der Unternehmensgruppe festhält; die Gruppe hat sich zum Ziel gesetzt, den CO2-Ausstoss bis 2050 ganz zu vermeiden. Darüber hinaus sind die Produkte von Phoenix Mecano auf die Digitalisierung, Automatisierung und Dekarbonisierung ausgerichtet und finden beispielsweise Anwendung in der Wasserstoff-Industrie oder der Elektromobilität.